# Clorometà
El clorometà, també anomenat clorur de metil, R-40, HCC 40 entre d'altres, és un compost químic polar del grup dels compostos orgànics anomenats haloalcans format per 3 àtoms d'hidrogen, 1 de carboni i 1 de clor la fórmula química del qual és CH
3Cl.
És un gas incolor extremadament inflamable amb una olor lleugerament dolça. Per la seva toxicitat ja no es presenta en els productes de consum.
El clorometà va ser sintetitzat primer per Jean-Baptiste Dumas i Eugene Peligot el 1835 bullint una mescla de metanol, àcid sulfúric, i clorur de sodi. Aquest mètode és similar al que es fa servir actualment.

## A la natura
El clorometà és l'organohalogen més abundant antropogènic o natural, en l'atmosfera.
Alguns organismes del fitoplàncton el produeixen en quantitats relativament insignificants. En unes 30 espècies d'algues polars es produeixen quantitats de clorometà que són significatives només en les espècies Gigartina skottsbergii i Gymnogongrus antarcticus.

### Biogènesi
La planta halòfita Batis maritima conté l'enzim transferasa del clorur de metil que catalitza la síntesi de CH₃Cl.

## Producció
Es produeixen grans quantitats de clorometà de manera natural en els oceans per l'acció de la llum solar sobre la biomassa i el clor en l'escuma de mar. Tanmateix tot el clorometà usat en la indústria es produeix sintèticament.
CH₃OH + HCl → CH₃Cl + H₂O

## Usos
El clorometà s'havia usat molt com a refrigerant però es va interrompre el seu ús per la seva toxicitat i inflamabilitat. També s'havia usat per produir additius en la gasolina amb plom.
Actualment és usat com a químic intermedi en la producció d'herbicides, cautxús i polímers de silicona.

## Seguretat
Inhalar clorometà produeix en el sistema nerviós central efectes similars als de la intoxicació per les drogues. A altes concentracions pot donar lloc al coma. pertany al grup 3 dels carcinògens.